# Afroswing
L'afroswing, également connu sous le nom d'afrobashment, ou moins communément afrobbean, ou afrowave,,, est un genre musical ayant émergé au Royaume-Uni au milieu des années 2010, dérivé du dancehall et de l'afrobeats, avec des influences de la trap, du hip-hop britannique, du RnB, et du grime,,,. Commercialement, le genre a connu un grand succès, avec de nombreux artistes d'afroswing se hissant dans les charts britanniques,,,.

## Histoire
L'essor de l'afroswing est en grande partie dû au manque d'acceptation des sons d'origine africaine au Royaume-Uni. Le premier genre à avoir réellement adopté la musique d'influence africaine et à l'avoir fait entrer dans le courant dominant a été le UK funky, avec des artistes comme Donae'o,  et, au début des années 2010, l'afrobeats, avec des artistes comme Mista Silva, Kwamz, Fuse ODG et Timbo, qui ont connu le succès grâce à leur son afrobeats,,. À la même époque, des artistes comme Sneakbo et Timbo incorporent du rap mélodique et des influences caribéennes dans leur musique. Ces artistes jettent les bases de ce qui deviendra plus tard l'afroswing et contribuent à l'émergence d'une jeunesse en acceptant son héritage africain,,. En 2010, Sneakbo sort Touch Ah Button, un tout premier exemple de la fusion des influences du dancehall et de l'afrobeats. En février 2014, Timbo et Mover sortent Ringtone, qui, selon le DJ Kenny Allstar, ouvre « la porte au pont de l'afro-rap et à l'évolution de l'afroswing, qui consistait essentiellement à ce que quelqu'un pose un crochet sur un enregistrement de rap. »
Le genre est soutenu par des chaînes YouTube telles que GRM Daily, Link Up TV et Mixtape Madness, qui ont permis aux artistes de diffuser facilement des vidéos musicales à des millions d'auditeurs potentiels, propageant ainsi le genre,,. De nombreux artistes afroswing, tels que J Hus, Not3s, EO et Ramz, ont tous eu des singles très réussis dans les charts, devenant ainsi des artistes grand public à part entière. Le single Barking de Ramz atteint la deuxième place du classement des singles au Royaume-Uni et s'est vendu à plus de 500 000 exemplaires. La chanson German d'EO atteint la treizième place,. et le single Did You See de J Hus atteint la neuvième place du classement et devient le single le plus streamé de 2017. Un autre artiste majeur du genre, Kojo Funds, remporte le prix de la meilleure chanson aux MOBO Awards en 2017 pour sa chanson Dun Talkin', avec Abra Cadabra. Mostack, Not3s et Kojo Funds ont tous connu un succès dans les charts en 2017.
En 2015, un groupe de trois membres appelé WSTRN attire l'attention internationale via la radio OVO Sound de Drake, qui avait joué leur single In2 de 2015 sur Beats1. En 2017, J Hus sort son album Common Sense. L'album est acclamé par la critique et est entré dans les charts britanniques à la 10e place, atteignant finalement la 6e place et restant dans les charts pendant plus de 90 semaines,. B Young sort Jumanji en 2018. La chanson devient un succès, se vendant à plus de 600 000 exemplaires et recueillant plus de 40 millions de streams, atteignant également la 13e place du UK Singles Chart,.
En 2018, des artistes afroswing tels que WSTRN, Yxng Bane, Not3s et Hardy Caprio se sont produits au festival SXSW au Texas, la première fois que le genre était représenté au festival.

## Caractéristiques
Le producteur Steel Banglez déclare que les éléments clés de l'afroswing étaient des accords joyeux ou sombres qui « font ressentir quelque chose », et que « la batterie est la partie la plus importante de tout ce genre, c'est la caisse claire qui vient sur la troisième. Dans le hip-hop, elle vient sur la quatrième. Dans l'afrobeats, c'est la caisse claire qui vient sur le troisième temps. »
Martin Connor, expert en vocalises et analyste de rap, décrit les caractéristiques du genre comme étant « [...] techniquement en 4/4, ce qu'on entend encore et encore est ce motif récurrent composé de trois notes qui sont toujours répétées dans le cadre d'une signature temporelle 4/4 [...] On entend un rythme s'inspirer de la musique jamaïcaine, sauf que la musique jamaïcaine n'a pas de basskick et de caisse claire - contrairement au hip-hop, le rap traditionnel. Il s'agit donc d'une traduction des cultures qui s'opère subtilement dans l'instrumentation. Pourtant, la sensibilité hip-hop est toujours présente dans les paroles et les clips : voitures, argent, authenticité, dureté. »